# Montenegro (tiểu vùng)
Montenegro là một tiểu vùng thuộc bang Rio Grande do Sul, Brasil. Tiều vùng này có diện tích 2076 km², dân số năm 2007 là 177358 người.